# Рассол (деревня)
Рассол — деревня в городском округе Верхотурский Свердловской области России. 

## Географическое положение
Деревня Рассол расположена в 64 километрах (по дорогам в 75 километрах) к востоку от города Верхотурья, на левом берегу реки Туры. В окрестностях деревни расположено Абушкинское болото.

## История деревни
Название деревни пошло от солеварения.

## Население
| 2002 | 2010 | 2021 |
| ---- | ---- | ---- |
| 1    | ↗4   | ↘3   |